# Schwand (Oberstdorf)
Schwand (mundartlich: im Schwond) ist ein Gemeindeteil der Marktgemeinde Oberstdorf im bayerisch-schwäbischen Landkreis Oberallgäu.

## Geographie

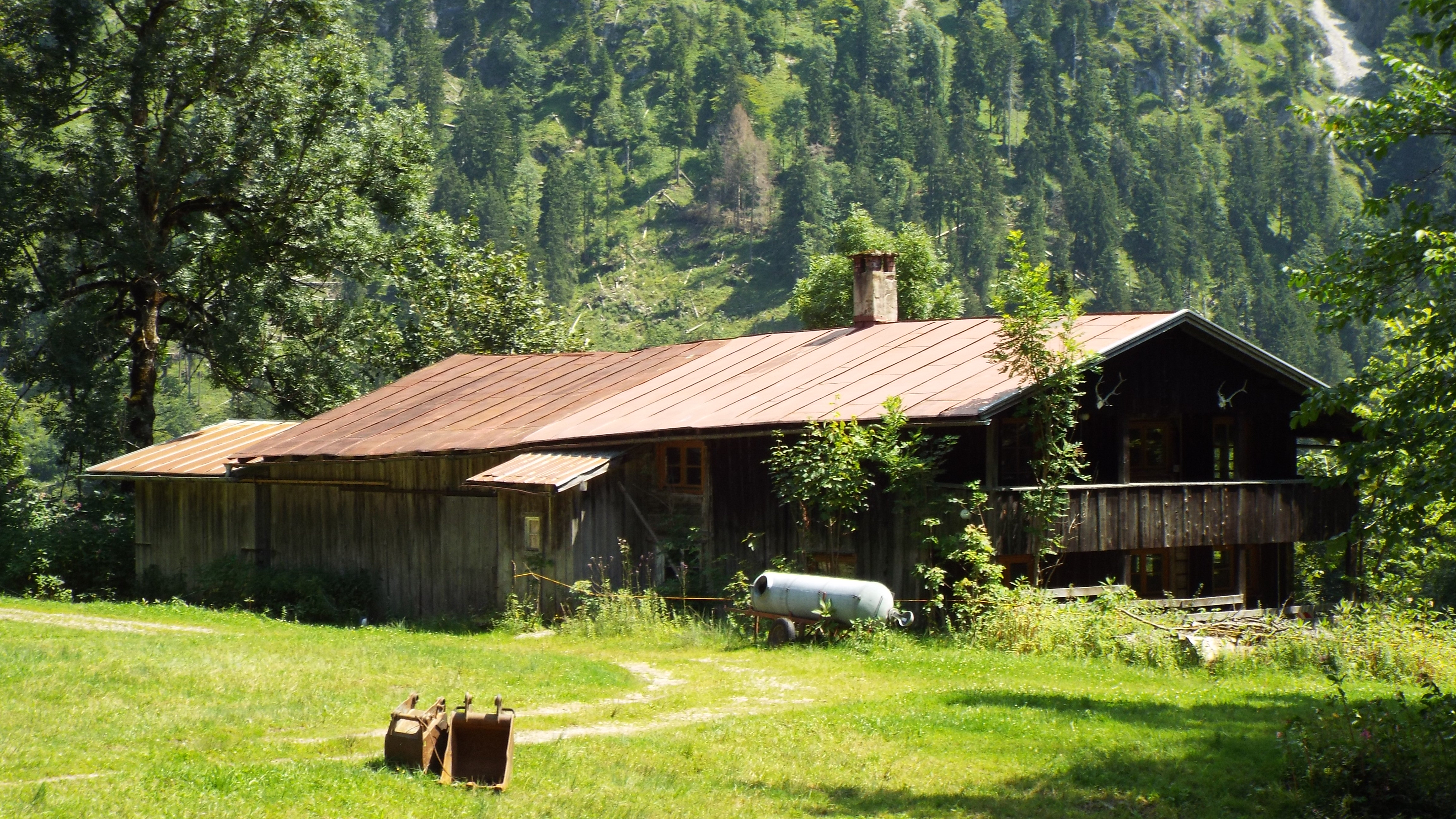
Baudenkmal Zwiehof (17. Jh.)

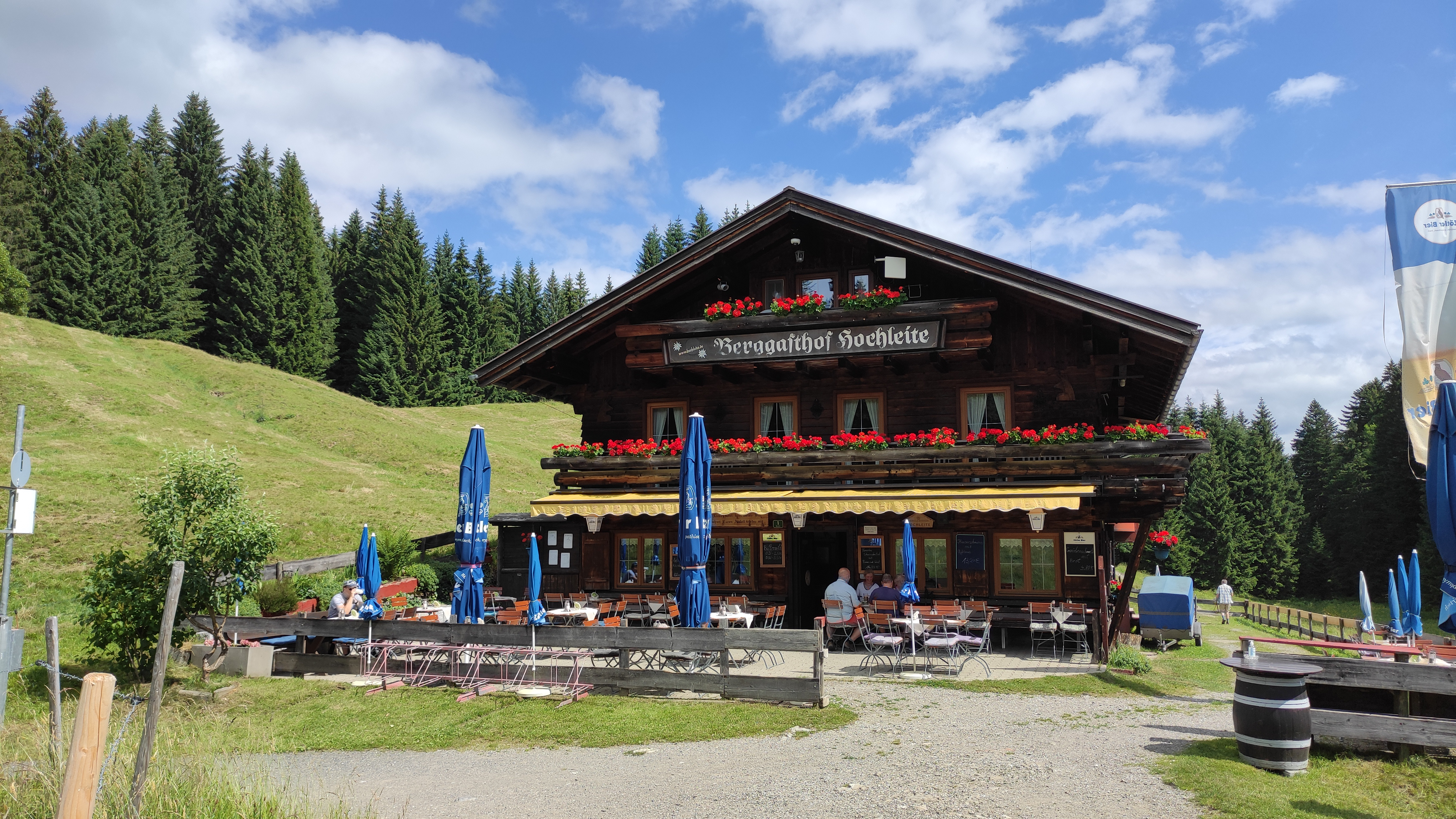
Hochleite im Kern erbaut um 1680

Der Weiler liegt circa fünf Kilometer südlich des Hauptorts Oberstdorf am Fuße des Söllerecks. Östlich von Schwand fließt die Stillach und das Naturschutzgebiet Allgäuer Hochalpen. Nördlich befindet sich der Freibergsee und die Heini-Klopfer-Skiflugschanze.

## Ortsname
Der Ortsname stammt vom neuhochdeutschen Wort Schwand für Ausrodung und deutet somit auf eine Rodesiedlung hin. Hirstorisch wurde der Ort auch Schwenden oder Gschwend genannt.

## Geschichte
Schwand wurde erstmals urkundlich im Jahr 1707 mit den Auszüglern im Schwandt, Schwendeler genannt erwähnt. Die Auszügler deuteten darauf hin, dass der Ort saisonal in der Sommerzeit bewohnt wurde. 1752 wurde ein Wohnhaus in Schwand gezählt. Ab 1774 ist eine dauerhafte Besiedlung in Schwand nachgewiesen. Im Jahr 1811 wurden drei Wohnhäuser in Schwand gezählt. Im Jahr 1895 eröffnete die erste Gaststätte in Schwand und später auch eine Sennerei.

## Baudenkmäler
Siehe: Liste der Baudenkmäler in Schwand